# BigDog

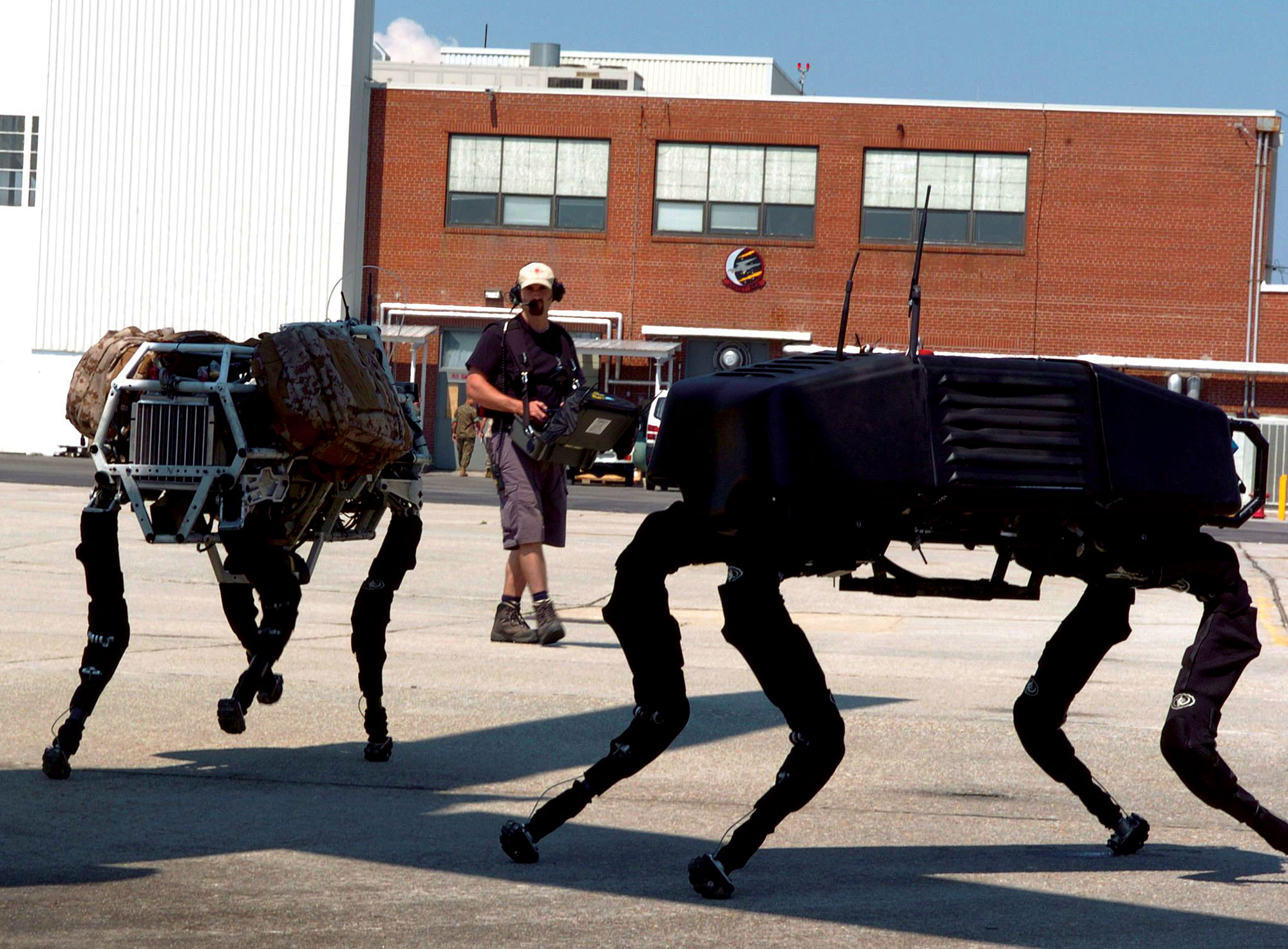
Due esemplari di BigDog

BigDog è un robot quadrupede dinamico e stabile creato nel 2005 dalla Boston Dynamics con Foster-Miller, il Jet Propulsion Laboratory, e la Harvard University Concord Field Station.
BigDog fu finanziato dalla DARPA - Defense Advanced Research Projects Agency nella speranza che potesse fungere da robot da carico (tipo mulo da trasporto) per accompagnare i soldati su terreni troppo impervi per essere percorsi da normali veicoli.
Il progetto BigDog venne guidato dal Dr. Martin Buehler, premiato col riconoscimento Joseph Engelberger Award dalla Robotics Industries Association nel 2012 per il lavoro svolto. Il dottor Buehler, mentre in precedenza era professore alla McGill University, dirigesse il laboratorio di robotica, sviluppando robot a quattro zampe capaci di camminare e correre.

## Caratteristiche
Per il movimento, invece delle ruote, BigDog utilizza quattro gambe, che gli permettono di muoversi su superfici sulle quali le ruote non potrebbero andare. Le gambe sono dotate di molti sensori, tra i quali quelli per la posizione e quelli per il contatto con il terreno. BigDog è anche dotato di un giroscopio laser e di un sistema di visione stereoscopica.
BigDog è lungo un metro, alto 70 centimetri, e pesa 75 chilogrammi, all'incirca le dimensioni di un piccolo mulo. È attualmente in grado di attraversare terreni difficili a 5,3 km orari (3.3 mph), trasportare un carico di 154 kg (340 pounds), procedendo in salita su pendii con 35 gradi di inclinazione. La locomozione è controllata da un computer di bordo che fa da cervello e che riceve gli input provenienti dai vari sensori presenti sul BigDog, mentre la navigazione e l'equilibrio sono gestiti dal sistema di controllo.

## Evoluzioni

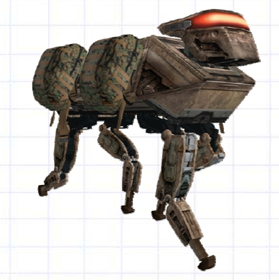
Legged Squad Support System, il previsto successore di BigDog

Il 18 marzo 2008, la Boston Dynamics pubblicò un video in cui mostrò una nuova generazione di BigDog. Il filmato rese evidente la capacità di BigDog di camminare sul ghiaccio e recuperare il suo equilibrio dopo aver ricevuto dei calci di lato. Come successore di BigDog venne previsto il sistema denominato LS3-Legged Squad Support System, il cui contratto iniziale fu aggiudicato alla Boston Dynamics il 3 dicembre 2009.
Nel febbraio 2012, con l'ulteriore supporto DARPA, la variante militarizzata Legged Squad Support System (LS3) di BigDog dimostrò le proprie capacità durante un'escursione su terreni impervi.
A partire dall'estate del 2012, DARPA pianificò di completare lo sviluppo complessivo del sistema e di perfezionarne le capacità chiave in 18 mesi, assicurandone il valore ai combattenti smontati prima che venisse distribuito alle squadre che operano in teatro. BigDog avrebbe dovuto dimostrare di poter completare un viaggio di 20 miglia (32 km) in 24 ore, senza rifornimento di carburante, trasportando un carico di 180 kg. Venne condotto anche un perfezionamento dei suoi sensori di visione.
Alla fine di febbraio 2013, Boston Dynamics rilasciò diverse riprese video di un BigDog modificato con un braccio. Il braccio era in grado di raccogliere oggetti e lanciarli. Il robot faceva affidamento sulle gambe e sul busto per aiutare a potenziare i movimenti del braccio. Si stimò che potesse sollevare un carico di 23 kg.
Successivamente lo sviluppo del progetto divenne discontinuo. Nonostante le speranze di vederlo affiancato ai soldati statunitensi sul campo, il motore a gas venne considerato troppo rumoroso per essere utilizzato in combattimento. Un progetto alternativo per un robot completamente elettrico, denominato Spot, era molto più silenzioso ma poteva trasportare solo 18 kg. Entrambi i progetti sono stati abbandonati, sebbene Spot Mini sia stato pubblicato nel 2019.

## Risonanza mediatica
BigDog è apparso in un episodio di Web Junk 20, in vari articoli del New Scientist, del Popular Science, del Popular Mechanics e del The Wall Street Journal, così come in molti video su YouTube.
Inoltre è la fonte di ispirazione della puntata Metalhead di Black Mirror.